# Mănăstirea Teodoreni
Mănăstirea Teodoreni, întâlnită și sub denumirea de Mănăstirea Todireni, este o mănăstire de maici amplasată în municipiul Suceava, pe Strada Ecaterina Teodoroiu nr. 16, în cartierul Burdujeni. Ea a fost ctitorită în anul 1597 de către postelnicul Teodor Movilă, fratele mai mare al domnitorului Ieremia Movilă (1595-1600, 1600-1606).
Ansamblul Mănăstirii Teodoreni a fost inclus pe Lista monumentelor istorice din județul Suceava din anul 2015, având codul de clasificare  SV-II-a-B-05463 și fiind alcătuit din următoarele 4 obiective:
- Biserica "Înălțarea Domnului" - datând din secolul al XVI-lea, cu transformări din 1785, având codul SV-II-m-B-05463.01
- Chiliile vechi - datând de la sfârșitul secolului al XVI-lea, având codul SV-II-m-B-05463.02
- Turnul clopotniță - datând din 1597, având codul SV-II-m-B-05463.03
- Zidul de incintă - datând din secolul al XVIII-lea, având codul SV-II-m-B-05463.04

## Istoric

### Ctitorirea mănăstirii
În anul 1472, pe locul unde se află astăzi Mănăstirea Teodoreni, sfetnicul Bunea a construit o biserică din lemn, aici aducându-le la porunca lui Ștefan cel Mare pe domnița Maria și fiica ei, Maria Voichița, de la curtea lui Radu cel Frumos. Biserica a fost ulterior arsă de turci.
Pe locul acestei bisericuțe, la sfârșitul secolului al XVI-lea, postelnicul Teodor (Toader) Movilă a ctitorit o mănăstire de călugări, zidind acolo o biserică de zid. Postelnicul făcea parte dintr-o familie boierească de vază a Moldovei, fiind fiul mai mare al logofătului Ioan Movilă și a primei sale soții Greaca. Postelnicul Teodor (Toader) Movilă a fost frate vitreg cu domnitorii Ieremia și Simion Movilă precum și cu mitropolitul Gheorghe Movilă al Moldovei. Ctitorul a înzestrat mănăstirea cu numeroase moșii și sate (Adâncata, Nagoreni, Grușevița), Teodorenii devenind una dintre cele mai bogate mănăstiri din Moldova.
Pisania bisericii s-a pierdut, dar pe copertina contrafortului de la absida altarului se află înscris anul 1597, care indică tocmai data înălțării edificiului. Într-un document din 19 decembrie 1611 - 31 august 1612 se spune că mănăstirea "numită a lui Toader Moghilă" a fost zidită "din nou" în timpul domniei lui Ieremia Movilă de fratele său Toader care i-a dat "tot avutul său și multe sate ce au fost dreptele lui ocine". De asemenea, există o însemnare din 1599 pe o carte dată de Ieremia Movilă "întru a noastră rugă în sfînta besearică unde iaste hramul Înălțarea Domnului Dumnezeu și Mîntuitorul nostru Is. Hs. carea iaste în cetatea Sucevei".
Împrejurimile din jurul mănăstirii erau nelocuite. Pentru a lucra moșiile mănăstirii au fost aduși aici țărani ruteni din părțile Storojinețului, cărora li s-au dat o bucată de pământ pentru a-și construi case. Astfel s-a format satul Teodoreni. Treptat, aici s-a așezat și populație românească. Proprietarul moșiei Teodoreni, marele logofăt și cronicar Miron Costin, pe vremea când era pârcălab de Hotin, a apelat la un baci pe nume Burduja pentru a transmite mesaje către slujbașii săi din Teodoreni. Numele localității s-a schimbat astfel din Teodoreni în Burdujeni.

### Lucrări de restaurare
Biserica a fost reparată de boierii din familia Costin în secolul al XVII-lea. La 19 februarie 1664, domnitorul Eustratie Dabija și Miron Costin (urmaș al ctitorului prin căsătoria cu Elena, nepoata lui Teodor Movilă) au închinat Teodorenii către Mănăstirea Sfântul Pavel de la Muntele Athos, aici instalându-se călugări greci.
Biserica a fost devastată în timpul războiului ruso-turc din 1769-1774, chiliile au fost arse și zidurile prăbușite.
În anul 1785 s-au efectuat lucrări de reparație a lăcașului de cult, sub îngrijirea egumenului Anania, mitropolit al Sevastiei. Cu acest prilej, au fost refăcute zugrăvelile și iconostasul de către zugravul grec Veniamin din Troada și s-a adăugat o tâmplă, importantă din punct de vedere artistic. Mitropolitul Anania a înființat aici și o școală de catiheți, care a funcționat până la desființarea mănăstirii. La această școală a studiat în anii '20 ai secolului al XIX-lea și Neofit Scriban, viitorul arhiereu și pedagog. Printre stareții mănăstirii s-a numărat și ieromonahul Iosif Gheorghian (1863), viitorul mitropolit-primat al Bisericii Ortodoxe Române.
Stăpânirea mănăstirii de către călugării greci nu a fost de bun augur pentru așezământul monahal. Astfel, în ziarul "Buciumul" din 13 august 1863 se menționează furtul odoarelor mănăstirii de către călugării greci.
Legea secularizării averilor mănăstirești din 1863 a dus la deposedarea mănăstirii de moșiile deținute, iar Mănăstirea Teodoreni s-a desființat. Biserica mănăstirii a devenit biserică parohială a satului. Pe rând, proprietățile fostei mănăstiri au fost cedate către diverse instituții. În perioada primului război mondial, chiliile din curtea bisericii au fost folosite pe post de cazarmă de către armata austriacă, ele fiind distruse de incendiul devastator din 11 septembrie 1917. Din întregul ansamblu al mănăstirii au rămas doar biserica și turnul-clopotniță.
După cum se precizează în "Anuarul Mitropoliei Bucovinei pe anul 1937", Biserica "Înălțarea Domnului" din Burdujeni-Târg avea o sesie parohială de 4,50 ha. Parohia avea în îngrijire spirituală 390 familii cu 1.506 credincioși. În acel an, comunitatea ortodoxă din Burdujeni-Târg era păstorită de preotul paroh Ioan Popovici (născut în 1876).
Între anii 1986 si 1992, datorită preotului paroh Constantin Duțuc, susținut de enoriașii din cartierul Burdujeni, s-a restaurat și pictat biserica și au fost reconstruite clădirile anexe distruse de incendiul din 1917, cât și zidurile din piatră care înconjurau complexul mănăstiresc. 
În anul 1992, mitropolitul Daniel Ciobotea al Moldovei și Bucovinei a reînființat Mănăstirea Teodoreni, de această dată cu obște de maici.  Maicile desfășoară aici activități de restaurare a icoanelor, broderiilor, manuscriselor și cărților religioase.
Intrarea în complexul mănăstiresc se face pe sub turnul clopotniței. Acesta datează din aceeași perioadă cu biserica, având un plan de construcție asemănător cu cel de la Biserica Sfântul Dumitru din Suceava. Incinta dreptunghiulară a bisericii este înconjurată de ziduri de piatră înalte de peste 2 metri.

## Biserica „Înălțarea Domnului”

### Arhitectură

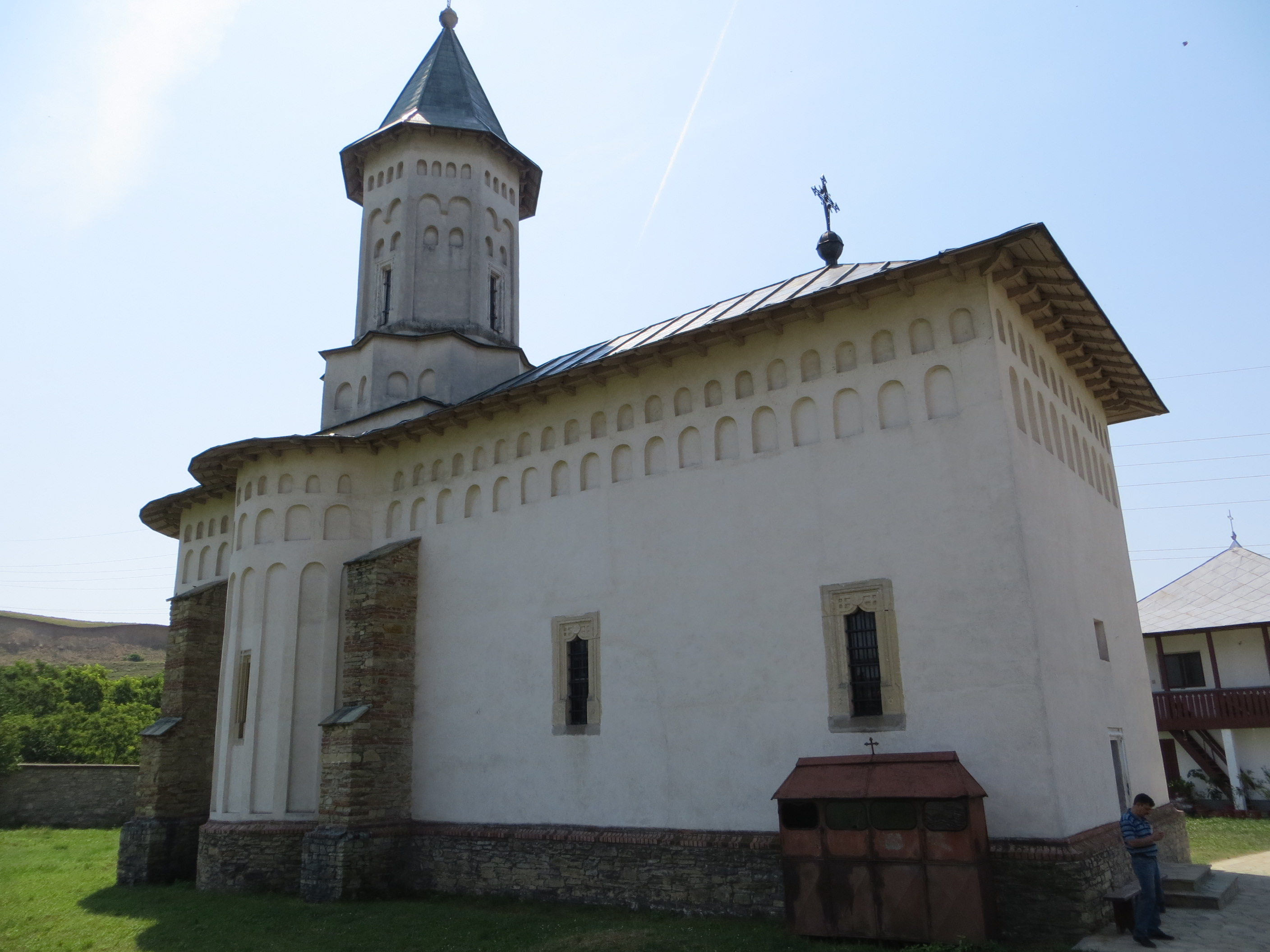
Biserica „Înălțarea Domnului” - latura nordică

Biserica are o formă trilobată și este asemănătoare ca plan cu Biserica Sfântul Dumitru din Suceava, fiind mai mică decât aceasta. Construită din piatră de către Constantin Batiște, cumnatul lui Teodor Movilă, ea are ziduri de peste un metru grosime. În exterior, în partea superioară se află un brâu de ocnițe care înconjoară biserica.
Interiorul bisericii este compartimentat în patru încăperi: pridvor, pronaos, naos și altar. Pridvorul este de dimensiuni mici și este boltit cu o calotă sferică, iar ușa de intrare în biserică fiind situată pe peretele vestic al acestuia. De asemenea, pronaosul este și el mic și are doar două ferestre. Zidul dintre pronaos și naos a fost dărâmat pentru lărgirea spațiului. Naosul are două abside laterale sprijjinite de patru contraforturi din piatră. Catapeteasma a fost realizată în anul 1785 de ierodiaconul Veniamin Velicu. Absida altarului este sprijinit și el de un contrafort din piatră ridicat până la mijlocul peretelui. Altarul are o singură fereastră.
Deasupra naosului se află o turlă octogonală pe exterior și cilindrică pe interior. Ea este așezată pe o bază stelată și prevăzută cu firide late terminate la partea superioară prin arcuri duble. Există două rânduri de ocnițe care înconjoară turla, unul în firide și unul deasupra lor. Turla are patru ferestre dispuse în cele patru puncte cardinale.

### Iconografie
Biserica a fost pictată în anul 1785, dar zugrăveala s-a degradat în timp, fiind păstrat azi numai tabloul votiv, unde sunt pictate în mărime naturală portretele lui Teodor Movilă și al fiului său, Ioan, care se află pe peretele din stânga al pronaosului. În ultimii ani, biserica a fost repictată în stil bizantin și în tehnica frescă de pictorul profesor Nicolae Sava din București. Pe lângă elementele tradiționale, apar și elemente de inovație și creație autentică, atât cromatic, cât și compozițional. Pe peretele din dreapta al pronaosului a fost pictat un nou tablou votiv, în care cei doi ctitori apar reprezentați împreună cu familiile lor.
Aici s-a aflat singurul portret pictat al lui Miron Costin (1633-1691).

### Obiecte de patrimoniu
Printre odoarele Mănăstirii Teodoreni care se mai păstrează și astăzi menționăm cărți vechi cu litere chirilice și grecești, icoane vechi, vase liturgice și odăjdii.

## Imagini

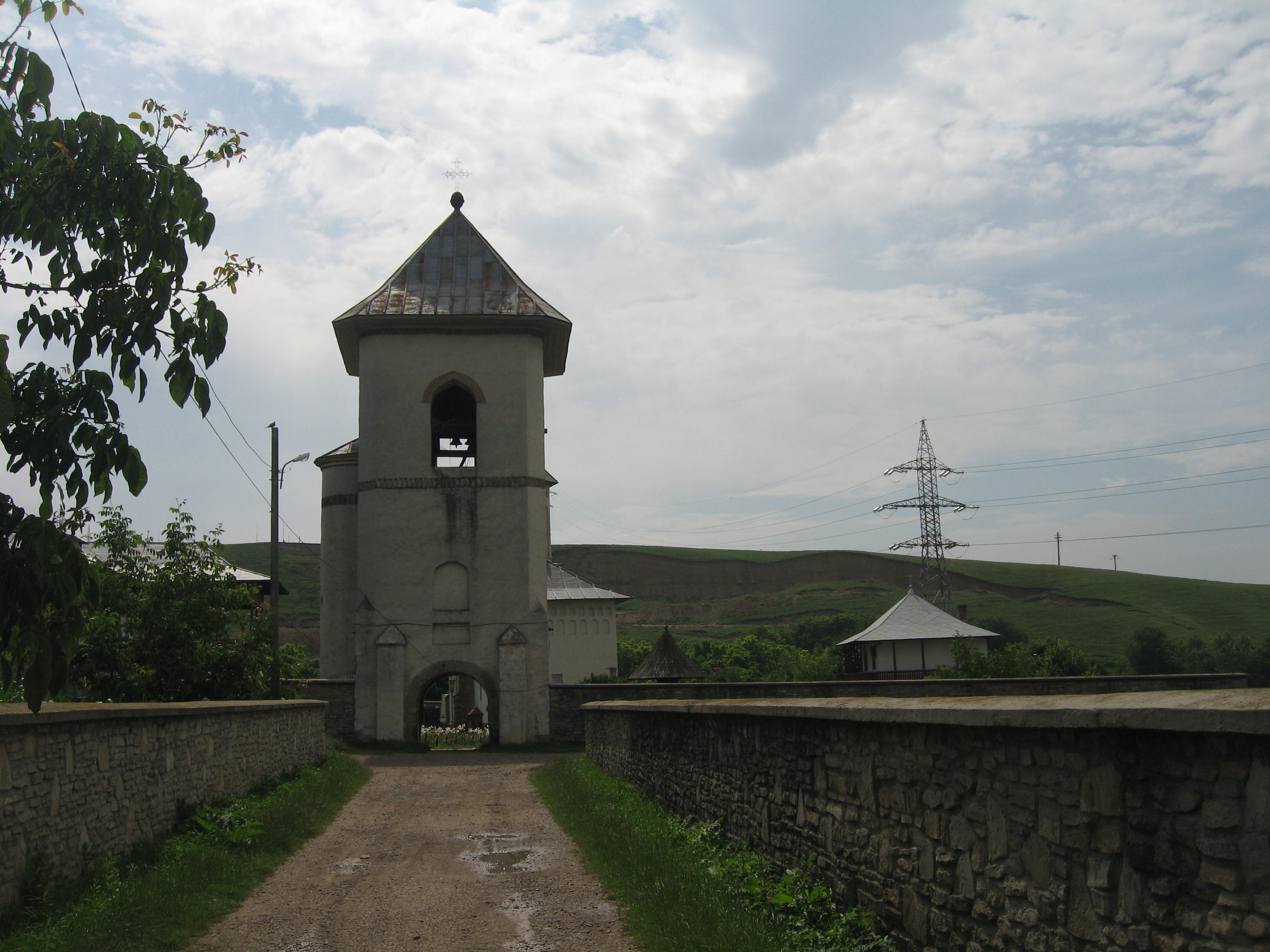
Intrarea în complexul mănăstirii și turnul clopotniță
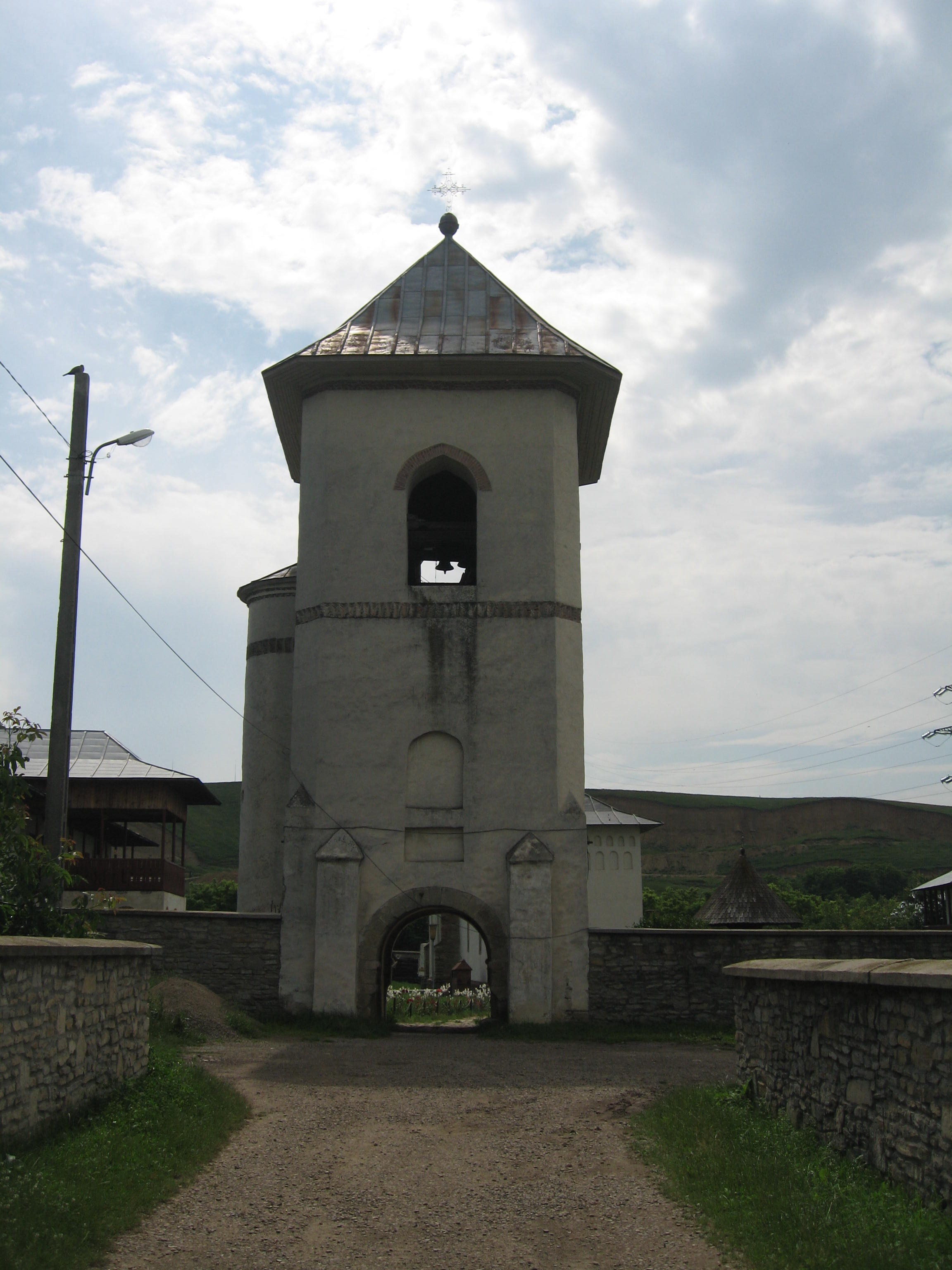
Intrarea în complexul mănăstirii și turnul clopotniță
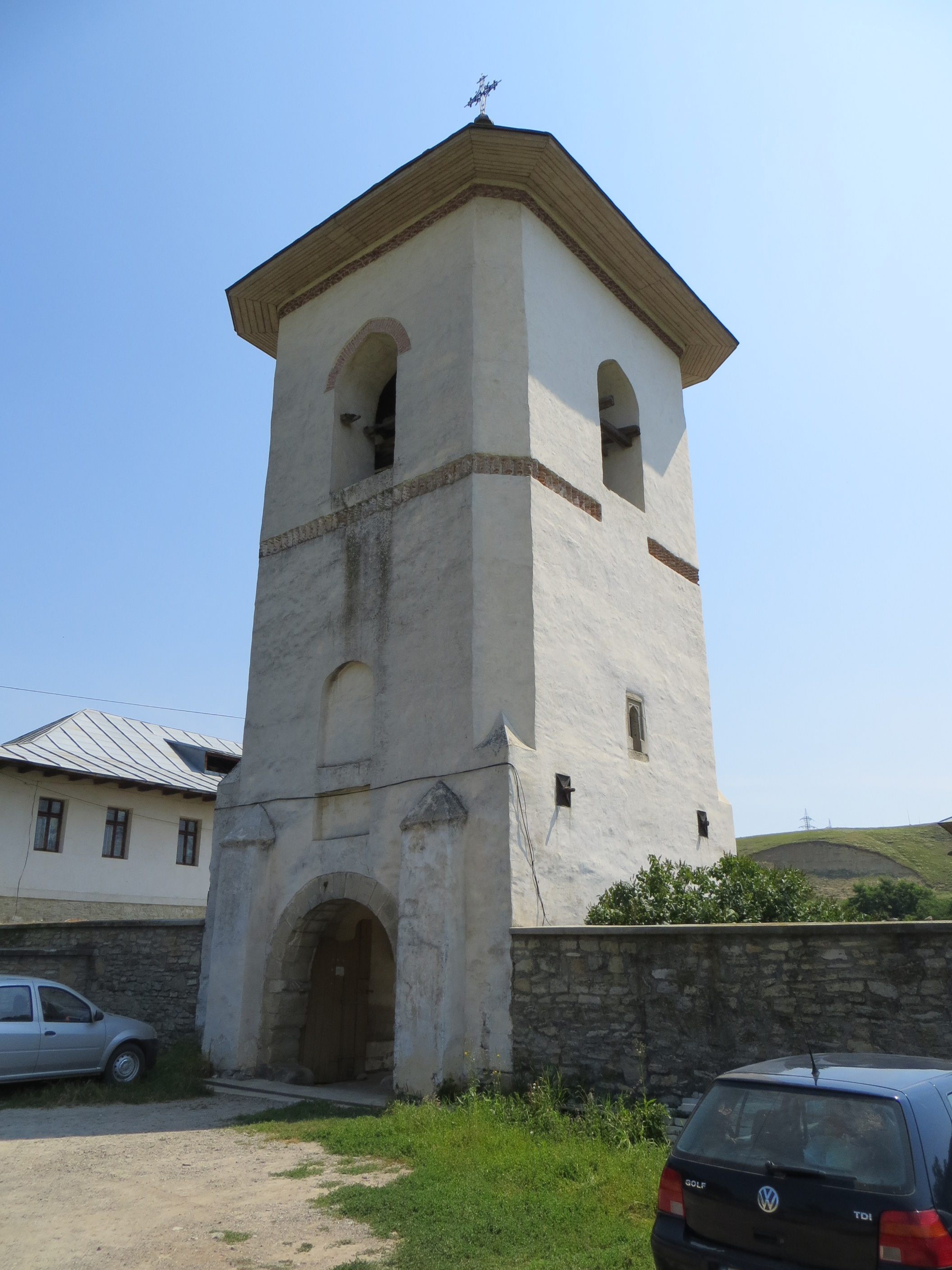
Turnul clopotniță, văzut din exteriorul complexului mănăstirii
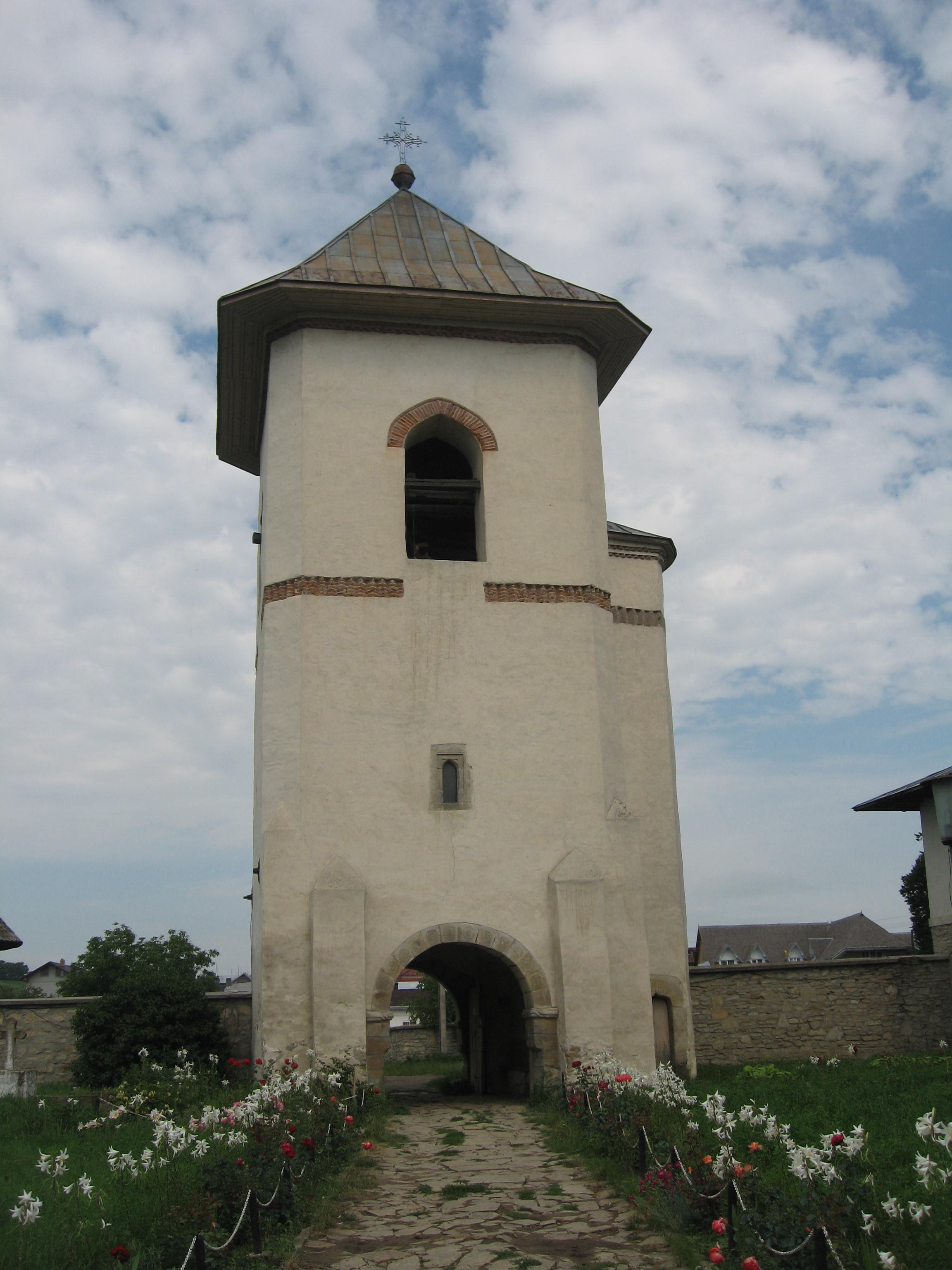
Turnul clopotniță, văzut din curtea interioară
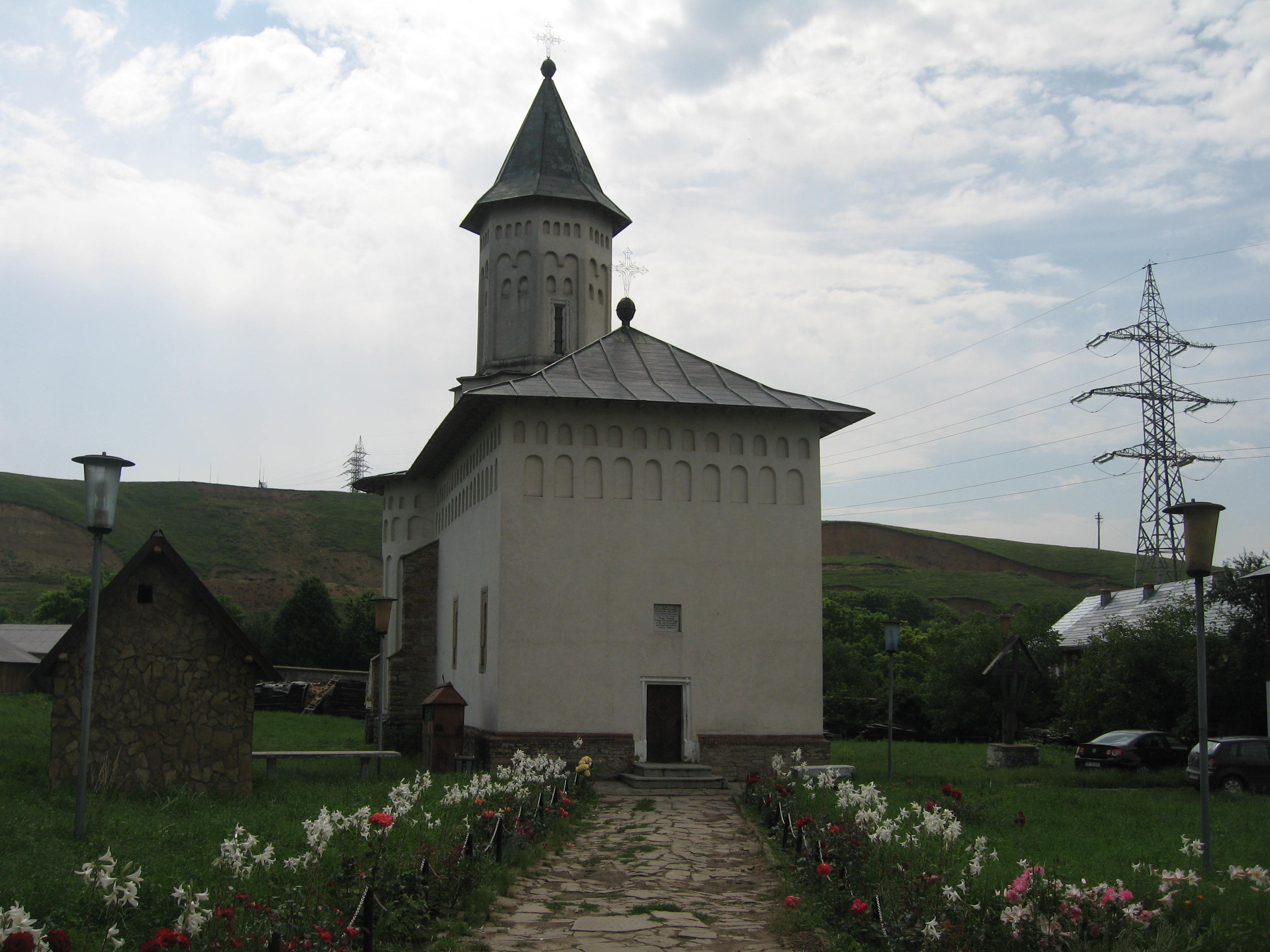
Biserica „Înălțarea Domnului”, văzută de pe latura vestică
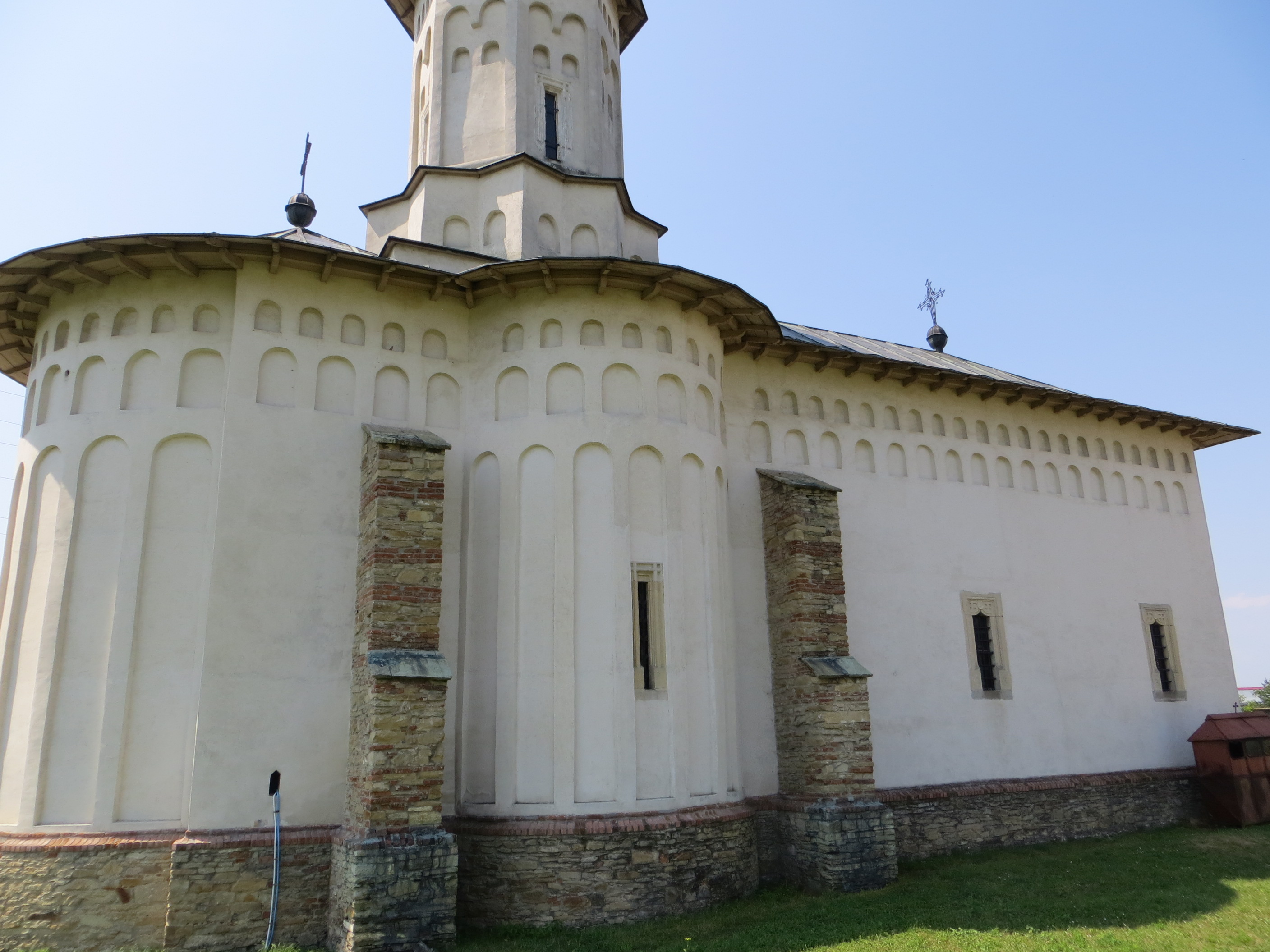
Biserica „Înălțarea Domnului”, văzută de pe latura nordică
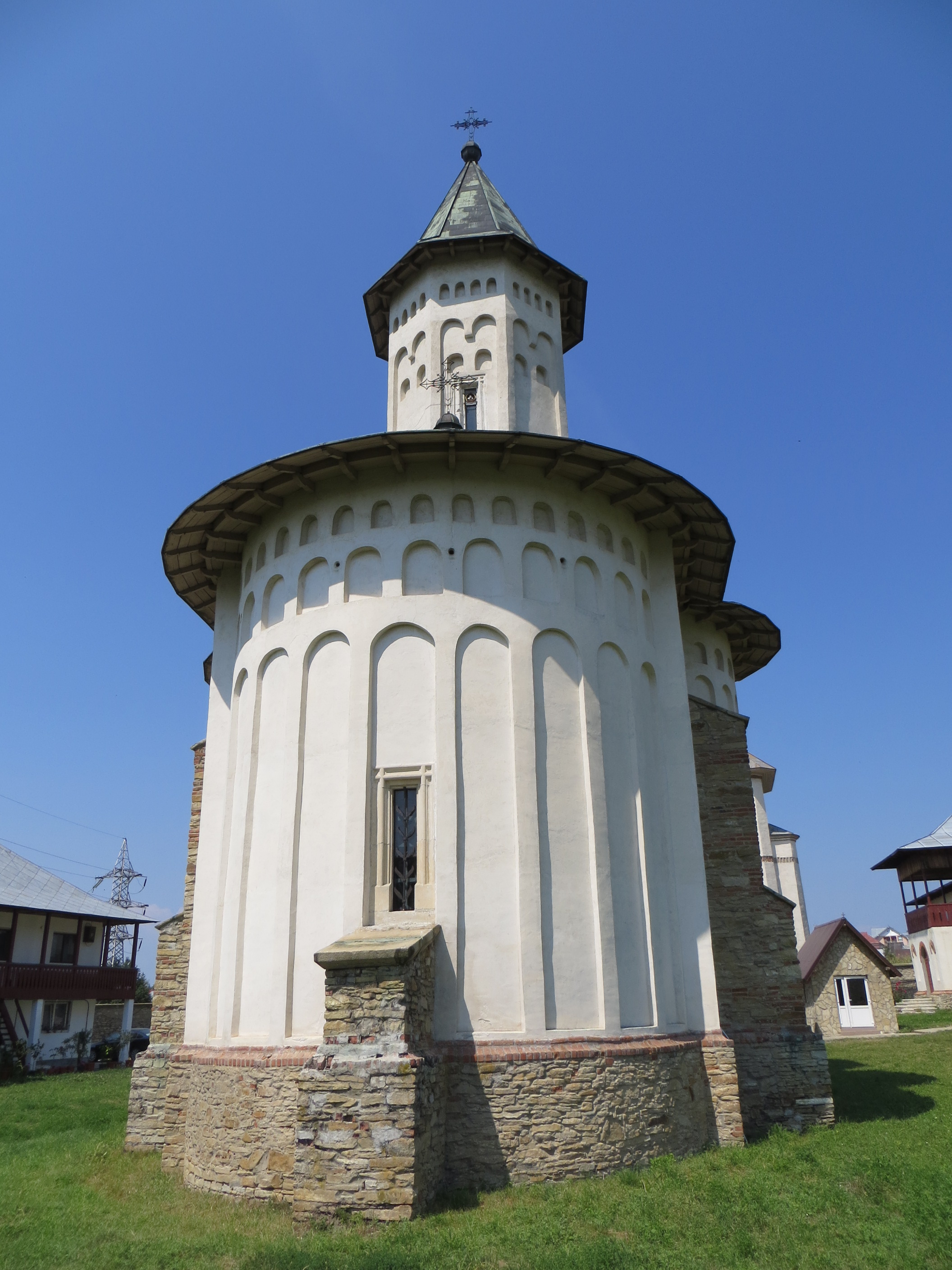
Biserica „Înălțarea Domnului”, văzută de pe latura estică
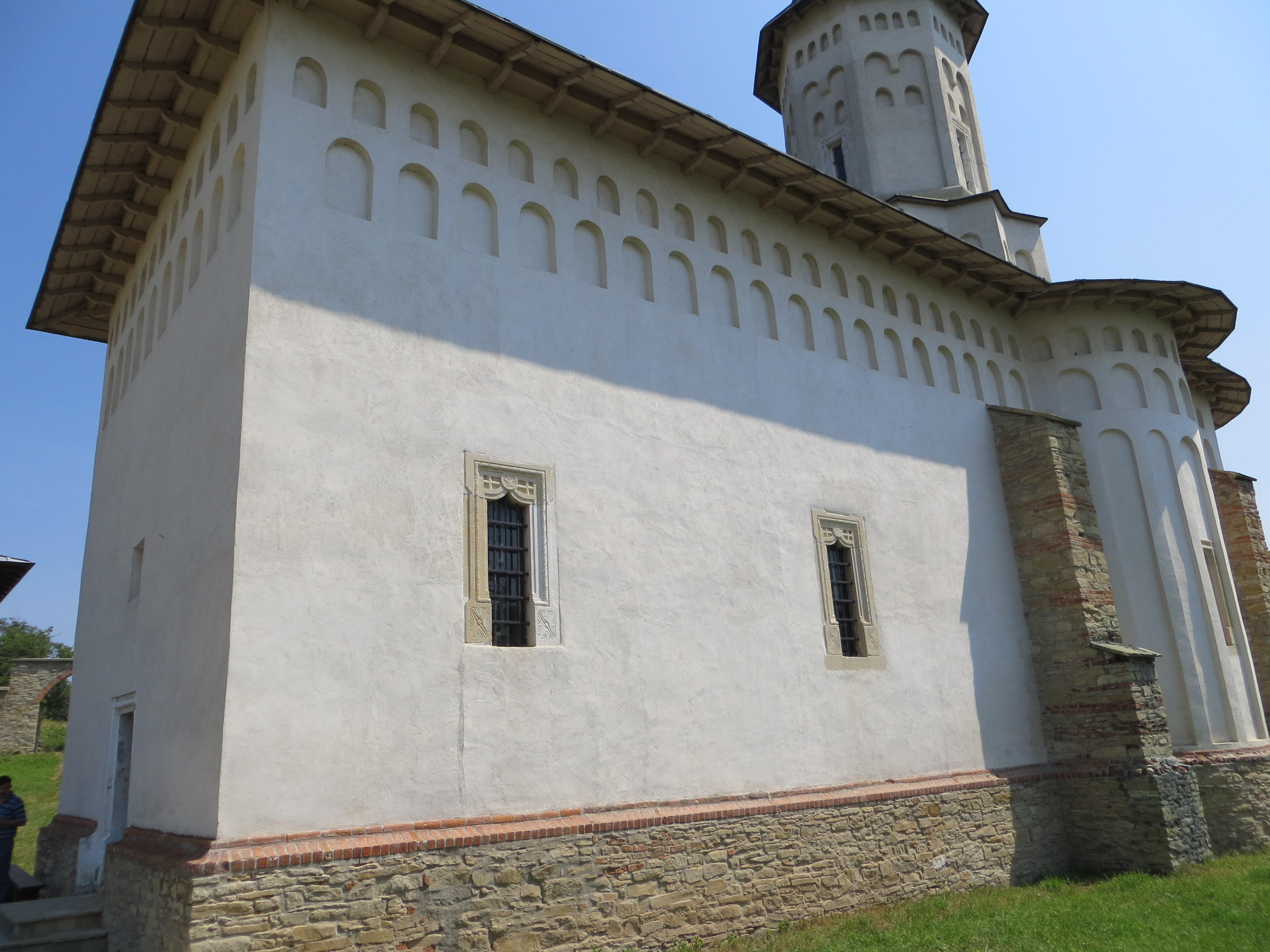
Biserica „Înălțarea Domnului”, văzută de pe latura sudică
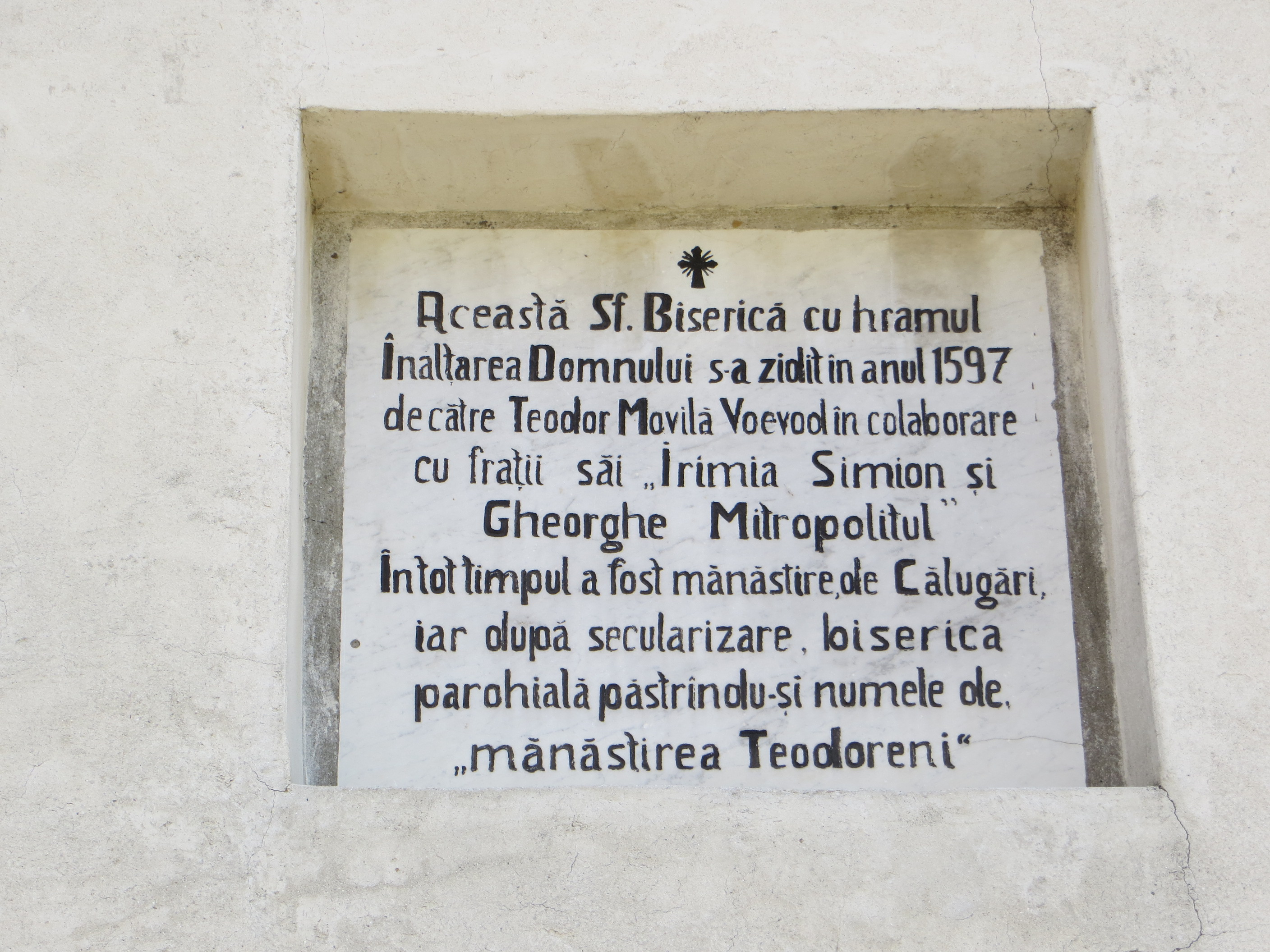
Biserica „Înălțarea Domnului”, pisania aflată deasupra intrării
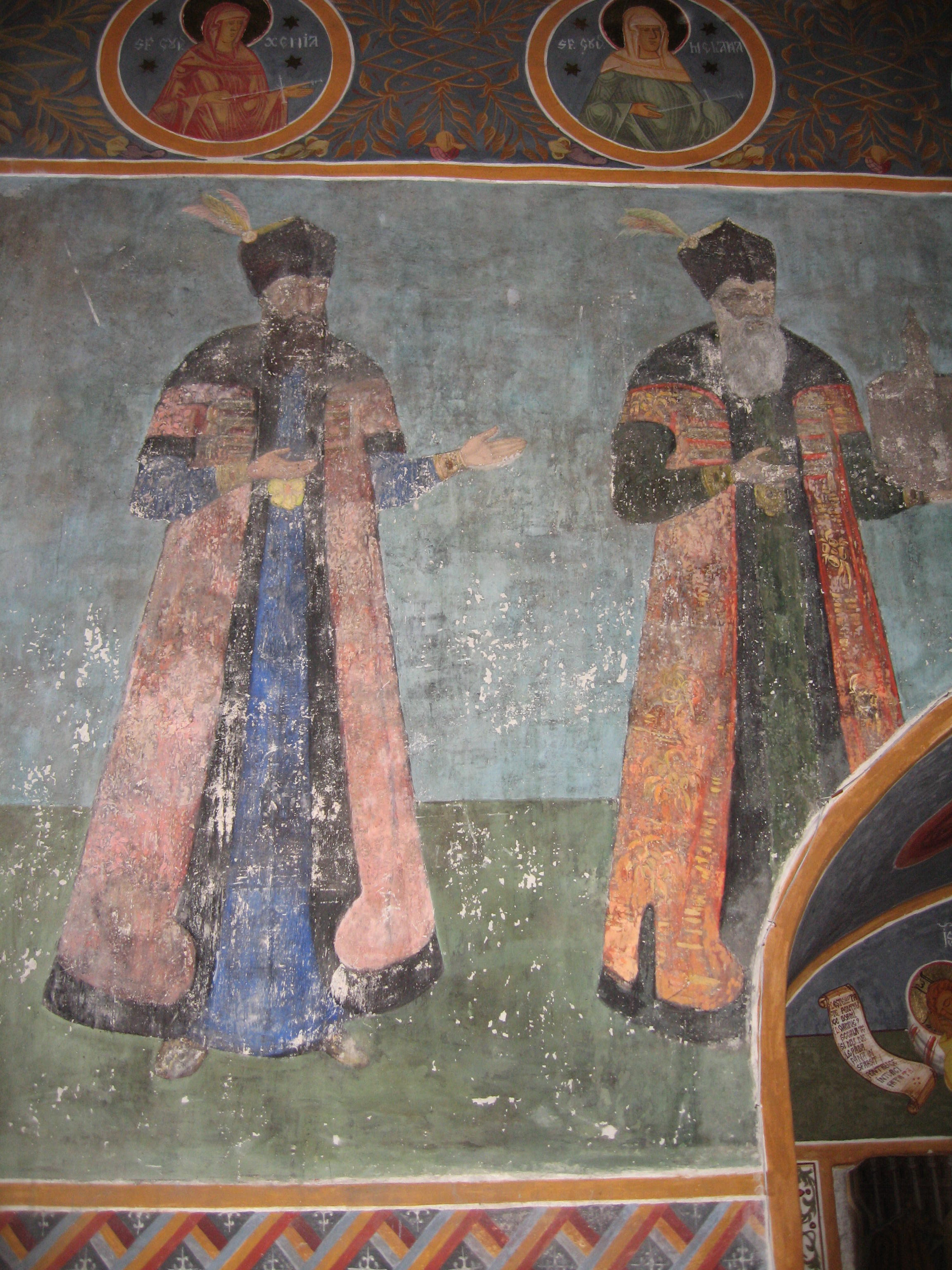
Biserica „Înălțarea Domnului”, vechiul tablou votiv
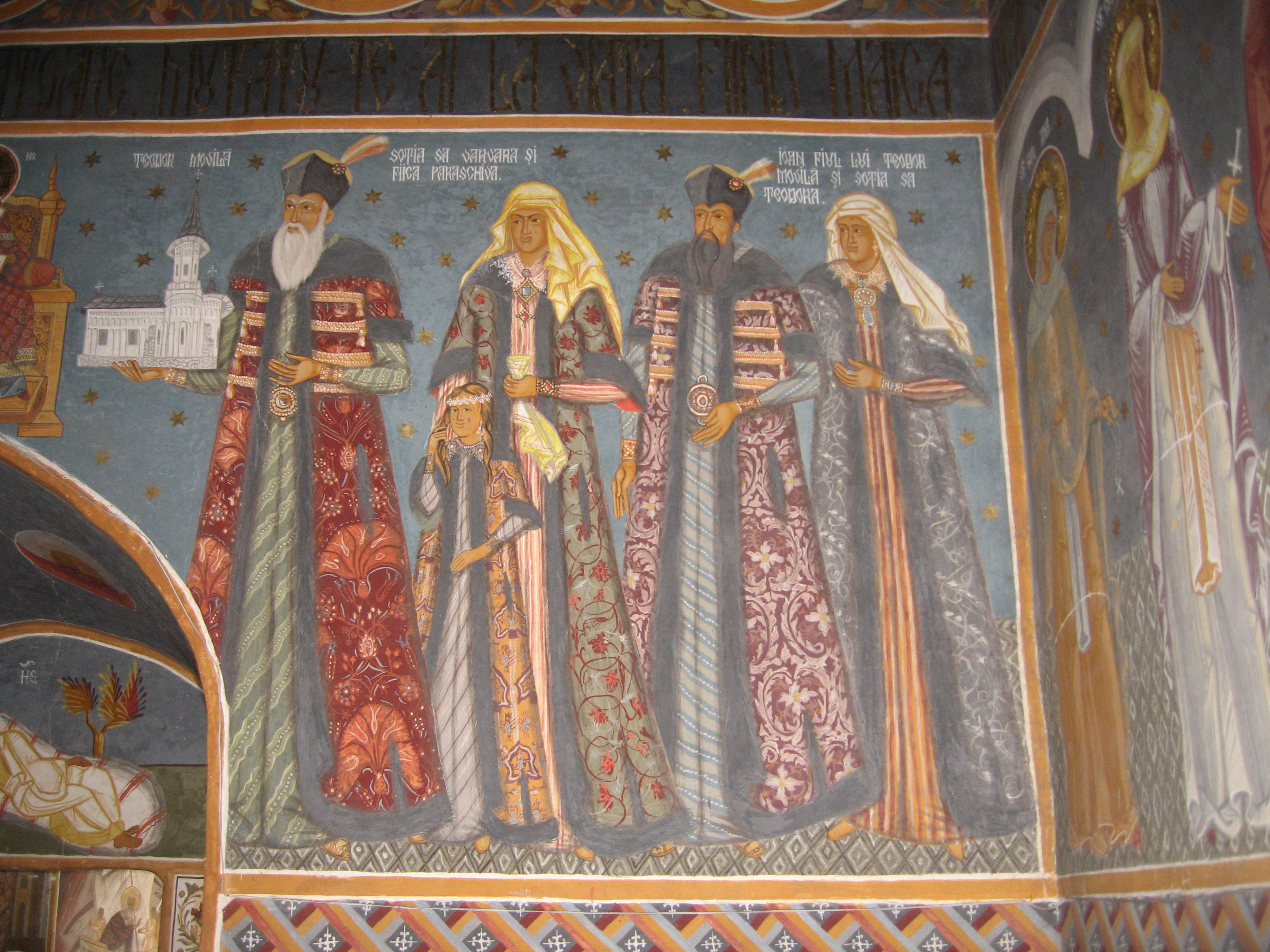
Biserica „Înălțarea Domnului”, tabloul votiv repictat
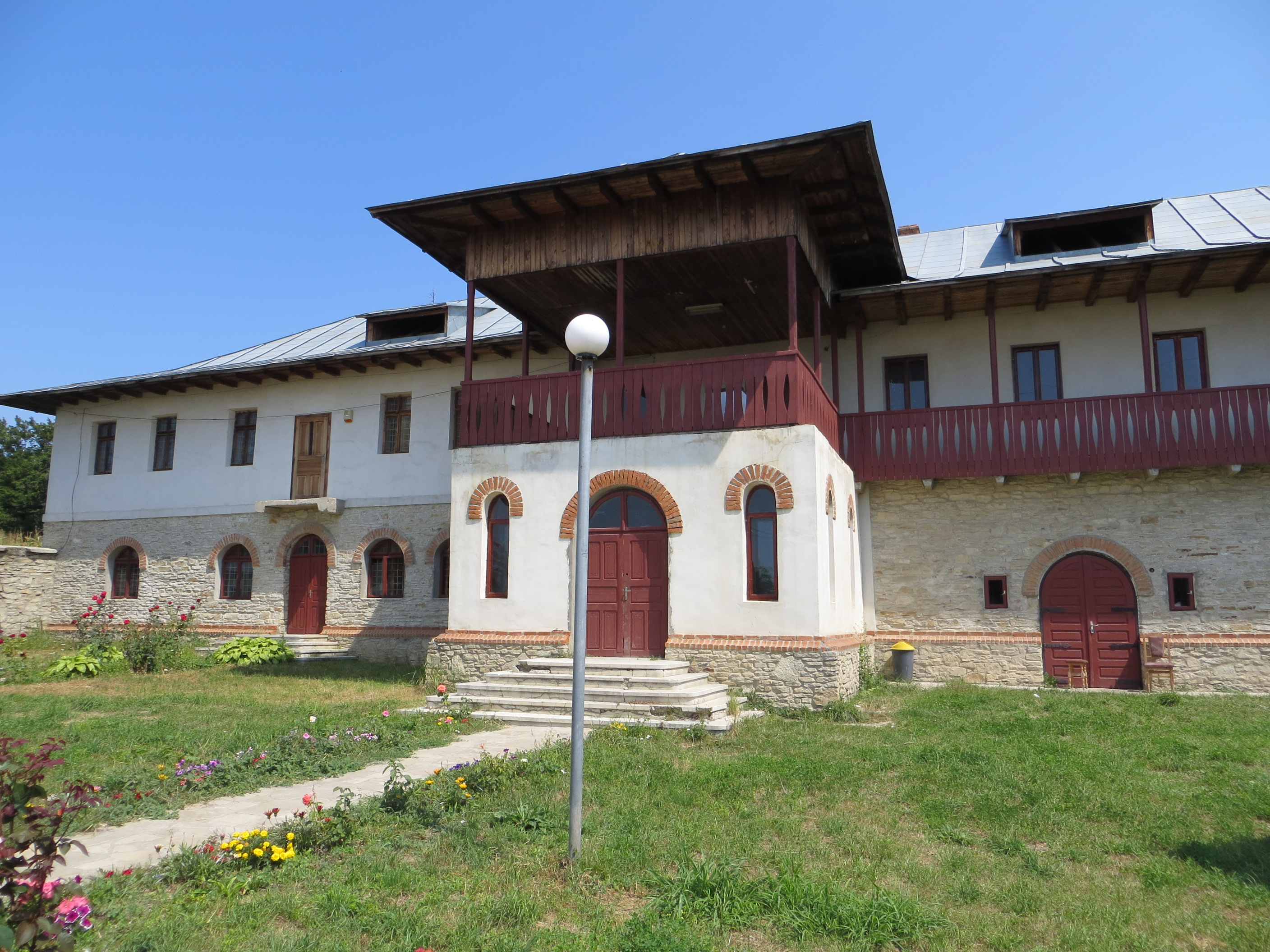
Corpul de chilii
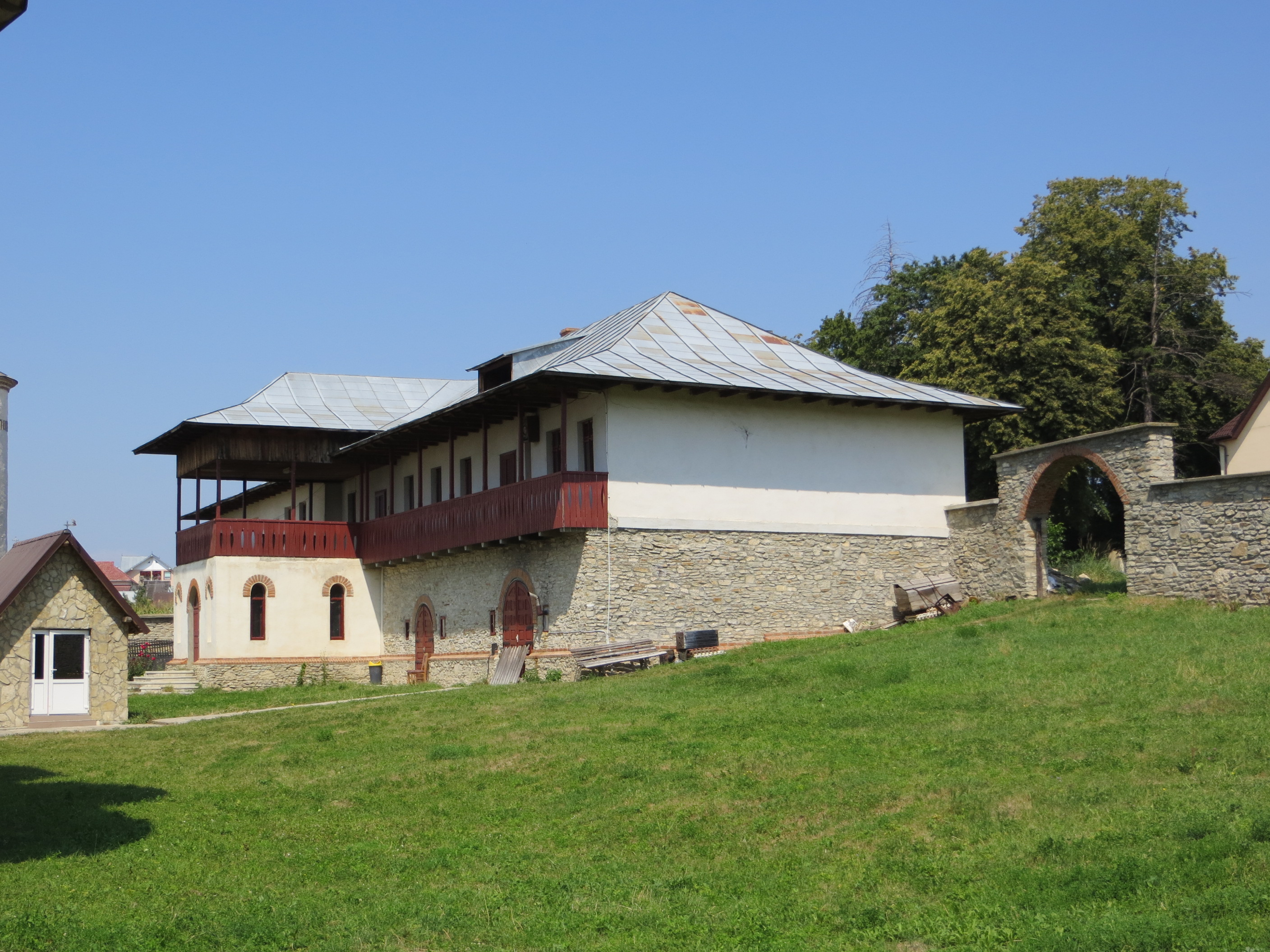
Corpul de chilii
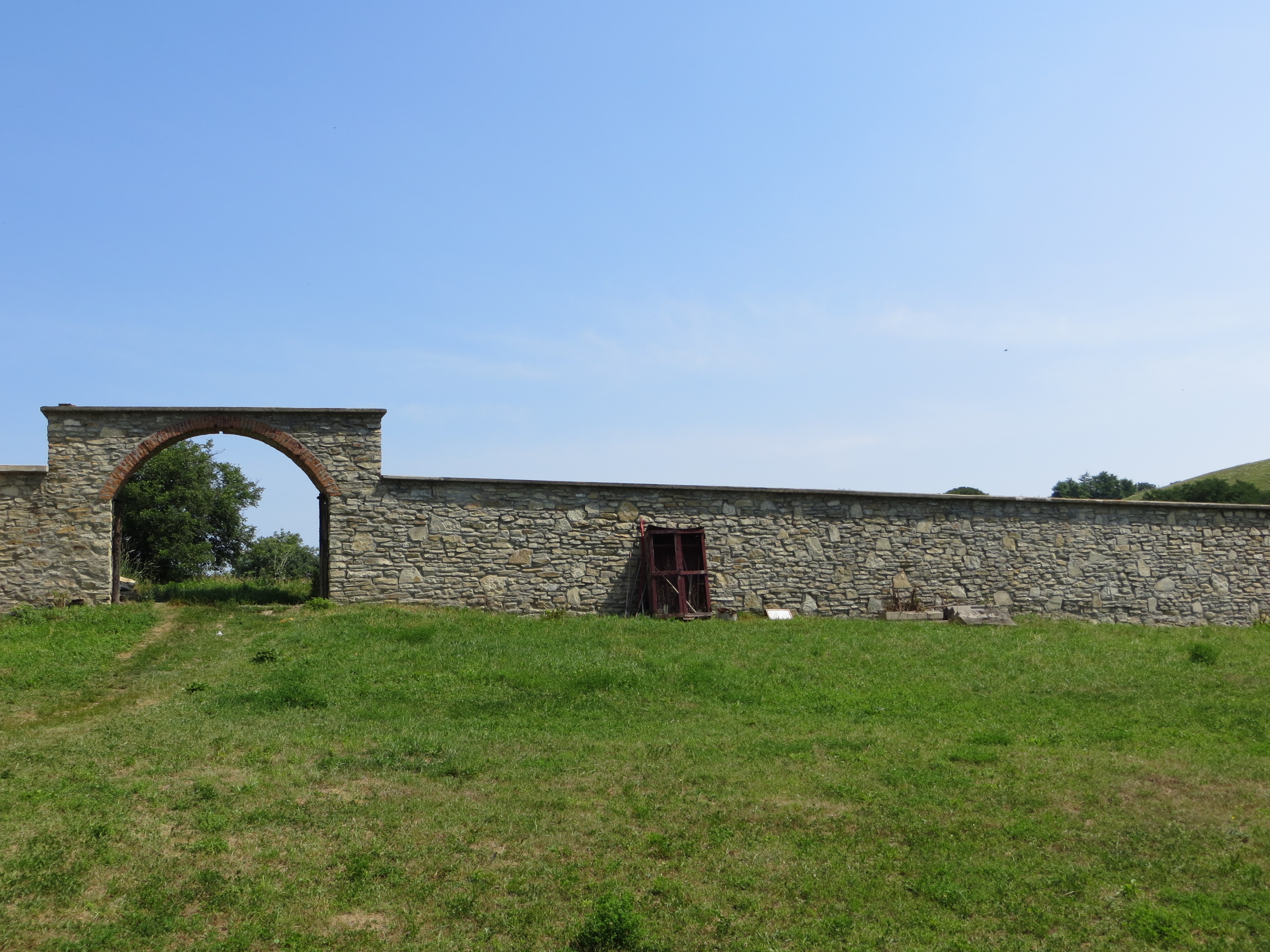
Zid de incintă